# Vailly-sur-Aisne
Vailly-sur-Aisne è un comune francese di 2 122 abitanti situato nel dipartimento dell'Aisne della regione dell'Alta Francia.

## Società

### Evoluzione demografica
Abitanti censiti